# Футбол на летней Универсиаде 2007
Футбольные соревнования на летней Универсиаде 2007 в Бангкоке проходили с 7 по 17 августа. Разыгрывались 2 комплекта наград. В мужском турнире участвовали 15 команд, победу одержала сборная Украины. В женском турнире участвовали 16 команд, победу одержала сборная КНДР.

## Мужчины

### Призёры
| Дисциплина                | Золото  | Серебро | Бронза  |
| ------------------------- | ------- | ------- | ------- |
| Мужской футбольный турнир | Украина | Италия  | Таиланд |

### Итоговая расстановка
| Место | Команда        |
| ----- | -------------- |
| 1     | Украина        |
| 2     | Италия         |
| 3     | Таиланд        |
| 4     | Канада         |
| 5     | Япония         |
| 6     | Мексика        |
| 7     | Уругвай        |
| 8     | Великобритания |
| 9     | Марокко        |
| 10    | Бразилия       |
| 11    | Чехия          |
| 12    | Малайзия       |
| 13    | Ирландия       |
| 14    | Казахстан      |
| 15    | Кыргызстан     |

## Женщины

### Призёры
| Дисциплина                | Золото | Серебро | Бронза   |
| ------------------------- | ------ | ------- | -------- |
| Женский футбольный турнир | КНДР   | Россия  | Бразилия |

### Итоговая расстановка
| Место | Команда          |
| ----- | ---------------- |
| 1     | КНДР             |
| 2     | Россия           |
| 3     | Бразилия         |
| 4     | Ирландия         |
| 5     | Франция          |
| 6     | Республика Корея |
| 7     | Великобритания   |
| 8     | Китай            |
| 9     | Япония           |
| 10    | Канада           |
| 11    | Польша           |
| 12    | ЮАР              |
| 13    | Германия         |
| 14    | Китайский Тайбэй |
| 15    | Таиланд          |
| 16    | Новая Зеландия   |